# Otto Blochmann
Otto Blochmann (* 1921; † unbekannt) war ein deutscher Fußballspieler, der 1950/51 für die SG Volkspolizei Dresden in der DDR-Oberliga, der höchsten Fußball-Liga des Deutschen Sportausschusses, spielte.

## Sportliche Laufbahn
Bis 1950 spielte Blochmann bei der SG Volkspolizei Weimar in der zweitklassigen Landesliga Thüringen. Im Sommer des Jahres wurde er zu einem Sichtungslehrgang der DDR-Sportvereinigung Deutsche Volkspolizei eingeladen. Die Sportvereinigung suchte begabte Fußballspieler für die SG Volkspolizei Dresden, die künftig die Rolle des Spitzenklubs der SV Volkspolizei übernehmen sollte. Unter den 17 ausgewählten Akteuren gehörte auch der 29-jährige Blochmann. 
Die SG Volkspolizei Dresden, die zuletzt in der Stadtliga Dresden gespielt hatte, wurde zur Saison 1950/51 ohne sportliche Qualifikation in die DS-Oberliga eingegliedert. Blochmann wurde von Trainer Fritz Sack vom ersten Spieltag an eingesetzt und bestritt bis Mitte November zwölf von dreizehn Punktspielen. Danach kam er erst wieder nach der Winterpause zum Einsatz, bestritt aber bis zum Saisonende nur noch insgesamt sechs Oberligaspiele. In der folgenden Saison gehörte der 30-Jährige nicht zum Oberliga-Aufgebot der Dresdner und erschien auch nicht mehr in den höherklassigen Ligen des DDR-Fußballs.